# Бадеса (Ређо ди Калабрија)
Бадеса је насеље у Италији у округу Ређо ди Калабрија, региону Калабрија.
Према процени из 2011. у насељу је живело 83 становника. Насеље се налази на надморској висини од 219 м.